# Connexion de Koszul
En géométrie différentielle, une connexion (de Koszul) est un opérateur sur les sections d'un fibré vectoriel. Cette notion a été introduite par Jean-Louis Koszul en 1950 et formalise le transport parallèle de vecteurs le long d'une courbe en termes d'équation différentielle ordinaire. Les connexions sont des objets localement définis auxquels sont associées les notions de courbure et de torsion. L'un des exemples les plus simples de connexions de Koszul sans torsion est la connexion de Levi-Civita naturellement définie sur le fibré tangent de toute variété riemannienne.
L'ensemble des connexions de Koszul forme un espace affine réel dont l'espace directeur est l'espace des 1-formes différentielles de la base B du fibré E à valeurs dans End(E), le fibré vectoriel des endomorphismes de E. Une connexion sur E induit des connexions sur les fibrés construits à partir de E par des opérations algébriques élémentaires (produit extérieur, produit tensoriel, ...). L'utilisation des connexions permet en particulier d'effectuer un calcul différentiel extérieur raisonnable sur les sections de E. Elles sont fortement utilisées en analyse.

## Définitions
Soit E l'espace total d'un fibré vectoriel réel de rang fini ayant pour base une variété différentielle réelle  B. Une connexion {\displaystyle \nabla } est un opérateur qui, à une section globale s de E et à un champ de vecteurs X de B, associe une section de E notée {\displaystyle \nabla _{X}s} vérifiant les conditions suivantes :
- Linéarité en X : Pour toute fonction différentiable f de B à valeurs réelles, et pour tout champ de vecteur X de B, on a :

- Règle de Leibniz : Pour toute fonction différentiable f de B à valeurs réelles et pour tout champ de vecteur X de B, on a :

La première propriété implique en particulier que la valeur de {\displaystyle \nabla _{X}s} en un point b de B comme fonction du champ de vecteur X ne dépend en fait que de X(b), valeur de X au point b. En tant que fonction de s, la seconde propriété montre une dépendance par rapport aux variations premières de s en b. En particulier, si s est une section locale de E définie sur U et v est un vecteur tangent à B en un point x de U, alors {\displaystyle \nabla _{v}s} est bien défini comme vecteur de Ex. Lorsque E est le fibré tangent de B, on parle simplement de connexion (de Koszul) sur B sans plus de précisions. En général, la connexion est désignée par la lettre {\displaystyle \nabla }, d ou D.

### Exemple
Les sections d'un fibré trivial {\displaystyle B\times \mathbb {R} ^{n}} sont les fonctions différentiables de B dans Rn. Le fibré {\displaystyle B\times \mathbb {R} ^{n}} est muni de la connexion de Koszul notée {\displaystyle d_{0}} appelée connexion triviale définie par :
Naturellement, les connexions de Koszul se transportent par isomorphisme de fibrés vectoriels (on reviendra sur ce point). En particulier tout fibré trivialisable admet des connexions de Koszul. Cependant, cette connexion dépend de la trivialisation choisie.
Un groupe de Lie G est parallélisable et admet donc des connexions de Koszul. Plus exactement, le choix d'une base de l'espace tangent en l'élément neutre induit par translation à gauche une trivialisation de TG ; on dispose donc d'une connexion de Koszul {\displaystyle D_{0}} définie comme ci-dessus. Cette connexion ne dépend du choix de la base.
L'existence de connexions sur un fibré quelconque s'appuie sur un argument de partitions de l'unité. En supposant B dénombrable à l'infini, B admet un recouvrement localement fini {\displaystyle \{U_{i}\}} au plus dénombrable d'ouverts localement compacts au-dessus desquels le fibré E est trivialisable. Il existe une partition de l'unité {\displaystyle \{f_{i}\}}, le support de {\displaystyle f_{i}} étant inclus dans Ui. En particulier, au-dessus de Ui, il existe une connexion {\displaystyle \nabla ^{i}}. La notation {\displaystyle \nabla =\sum _{i}f_{i}\nabla ^{i}} fait sens :
Comme la somme des fi vaut 1, {\displaystyle \nabla } verifie la règle de Leibniz et est donc une connexion sur E.

### Définitions équivalentes
Selon les auteurs, la définition d'une connexion de Koszul admet de légères variantes. Si {\displaystyle \Gamma (E)} désigne l'espace vectoriel des sections de E, une connexion {\displaystyle \nabla } peut être interprétée comme un opérateur {\displaystyle C^{\infty }(M)} linéaire en la première variable et R-linéaire en la seconde (vérifiant de plus la règle de Leibniz précédemment citée) :
Autre interprétation possible, pour toute section s de E, {\displaystyle \nabla s} peut être vue comme une 1-forme différentielle sur M à valeurs dans {\displaystyle E}. Dans cette optique, la connexion {\displaystyle \nabla } est regardé comme un opérateur R linéaire :
La règle de Leibniz se traduit alors ainsi : pour toute fonction differentiable f et pour toute section s de E,
En outre, les connexions de Koszul peuvent se définir de manière analogue sur les fibrés vectoriels complexes, en prenant en compte que l'espace des sections est un module sur l'algèbre des fonctions différentiables non plus réelles mais complexes. La seule différence est donc de tenir compte des fonctions différentiables complexes dans la règle de Leibniz.

### Structure affine
Si {\displaystyle \nabla ^{1}} et {\displaystyle \nabla ^{2}} sont des connexions définies sur un même fibré vectoriel E, alors pour toute section s et pour tout fonction f, on a:
Leur différence {\displaystyle \alpha =\nabla ^{2}-\nabla ^{1}} est donc un opérateur {\displaystyle C^{\infty }(M)}-linéaire sur {\displaystyle \Gamma (TB)} à valeurs dans {\displaystyle \Gamma (End(E))}, ou encore une 1-forme différentielle {\displaystyle \alpha } à valeurs dans End(E). On écrit symboliquement :
L'ensemble des connexions de Koszul sur E est alors naturellement un espace affine d'espace directeur l'espace des 1-formes differentielles à valeurs dans End(E). L'action du groupe GL(E) est affine. Plus exactement, pour tout automorphisme g de E, on a :
En particulier, dans une trivialisation locale de E donnée par un isomorphisme {\displaystyle \Phi } de fibres au-dessus de U de {\displaystyle U\times \mathbb {R} ^{n}} sur {\displaystyle \pi ^{-1}(U)}, une connexion {\displaystyle \nabla } definie sur E s'écrit :
où {\displaystyle \alpha } est une 1-forme differentielle à valeurs matricielles.

### Courbure
La courbure de {\displaystyle \nabla } est une forme différentielle à valeurs dans le fibré {\displaystyle End(E)} des endomorphismes linéaires de E. Pour tous champs de vecteurs X et Y de B et pour toute section s de E, on pose :
Dans une trivialisation locale, en reprenant les notations ci-dessus, si {\displaystyle \Phi ^{*}\nabla =D_{0}+\alpha }, alors un rapide calcul donne:
où par convention:
D'autres notions de courbures pour les connexions de Koszul existent mais elles dépendent de structures supplémentaires.

### Torsion
Pour une connexion de Koszul {\displaystyle \nabla } définie sur une variété différentielle M, on appelle torsion le tenseur T défini sur M par :
Le fait que T soit effectivement un tenseur demande vérification. Une connexion est dite sans torsion lorsque sa torsion est nulle. Si {\displaystyle \alpha } est une 1-forme différentielle à valeurs dans End(TM), et que {\displaystyle \nabla } est une connexion sans torsion, alors {\displaystyle \nabla +\alpha } est sans torsion seulement si {\displaystyle \alpha } définit une forme symétrique.

## Construction de connexions

### Transport de connexions
À toute application différentiable {\displaystyle f:B'\rightarrow B} est associé un fibré vectoriel de base {\displaystyle B'}, noté {\displaystyle f^{*}E}, dont la fibre en {\displaystyle b'} est la fibre de E en {\displaystyle f(b')}. Toute connexion de Koszul {\displaystyle \nabla } sur E induit une unique connexion {\displaystyle f^{*}\nabla } sur {\displaystyle f^{*}E} telle que pour toute section globale s de E et pour tout champ de vecteurs X de {\displaystyle B'}, on a :
En particulier, si c:{\displaystyle I\rightarrow B} est une courbe de B, alors {\displaystyle \nabla } induit une connexion {\displaystyle c^{*}\nabla } sur {\displaystyle c^{*}E} qui est un fibré vectoriel sur I. Cette connexion induite est uniquement définie par la donnée de {\displaystyle c^{*}\nabla _{\partial /\partial t}} qu'on note {\displaystyle \nabla _{c'(t)}} par un abus de langage. Une section s de E le long de c est une section sur I de {\displaystyle c^{*}E}.
Cet opérateur vérifie la règle de leibniz:

### Somme et produit tensoriel
Soient {\displaystyle \nabla =\nabla ^{1}} et {\displaystyle \nabla ^{2}} deux connexions respectivement définies sur des fibrés vectoriels E=E1 et E2 sur une même base B. Sont alors définies :
- Une connexion sur la somme directe {\displaystyle E_{1}\oplus E_{2}}, notée {\displaystyle \nabla ^{1}\oplus \nabla ^{2}} :

- Une connexion sur le produit tensoriel {\displaystyle E_{1}\otimes E_{2}}, notée {\displaystyle \nabla ^{1}\otimes \nabla ^{2}} :

- Une connexion sur le fibré dual E* :

- Une connexion sur le fibré {\displaystyle End(E_{1},E_{2})} :

### Connexion de Levi-Civita
Une métrique riemannienne g sur une variété différentielle M est un champ de formes bilinéaires symétriques définies positives. Plus exactement, une métrique g de classe {\displaystyle C^{k}} est la donnée en tout point x d'un produit scalaire {\displaystyle g_{x}} sur l'espace tangent TxM, de sorte que pour tous champs de vecteurs X et Y sur M de classe {\displaystyle C^{k}}, la fonction g(X,Y) soit différentiable de classe {\displaystyle C^{k}}.
Si {\displaystyle k\geq 2}, on démontre le théorème fondamental de la géométrie riemannienne
il existe une unique connexion sans torsion sur M, appelée connexion de Levi-Civita, vérifiant : pour tous champs de vecteurs X, Y et Z,
La courbure d'une variété riemannienne réfère à la courbure de sa connexion de Levi-Civita. La connexion de Levi-Civita est importante car elle capte une forte information sur la géométrie locale et globale. On distingue habituellement les variétés de courbure nulle, de courbure positive et de courbure négative. Les variétés riemanniennes "à courbure constante" servent de modèle de comparaison.

## Applications

### Transport parallèle
Si c est une courbe différentiable de B, une section s de E le long de c est dite parallèle lorsqu'elle vérifie l'équation différentielle :

### Calcul différentiel extérieur
Une fois fixé une connexion {\displaystyle \nabla } sur un fibré vectoriel E, il est possible de différentier de manière cohérente les formes différentielles à valeurs dans E. On définit ainsi un opérateur R-linéaire {\displaystyle d^{\nabla }} qui à une forme différentielle de degré k à valeurs dans E associe une forme différentielle de degré k+1 à valeurs dans E. Cet opérateur de différentiation est uniquement défini par la propriété suivante. Pour toute forme différentielle réelle {\displaystyle \alpha } et pour toute section s de E, on a :
où {\displaystyle \nabla s} se lit comme une 1-forme différentielle à valeurs dans E.
Identité de Bianchi :